# Neocalyptis aperta
Neocalyptis aperta Diakonoff, 1952 è una falena appartenente alla famiglia Tortricidae, diffusa in India e nel Myanmar.

## Descrizione
Il colore di fondo delle ali è bianco con segni neri, rappresentati da una serie di elementi taglienti di medie dimensioni che ricordano dei geroglifici.